# ساخسابای
ساخسابای (به لاتین: Sakhsabay) یک منطقهٔ مسکونی در روسیه است که در جمهوری آلتای واقع شده‌است.